# Adelaide Maria de Anhalt-Dessau
Adelaide Maria de Anhalt-Dessau (em alemão:  Adelheid Marie; Dessau, 25 de dezembro de 1833 — Königstein im Taunus, 24 de novembro de 1916) era uma princesa de Anhalt-Dessau e membro da Casa de Ascania. Como a esposa de Adolfo de Nassau, ela foi a última duquesa de Nassau de 1851 até 1866 e grã-duquesa de Luxemburgo de 1890 até 1905.

## Nascimento e família
Adelaide Maria nasceu em Dessau, no ducado de Anhalt-Dessau, a filha do príncipe Frederico Augusto de Anhalt-Dessau e da princesa Maria Luísa de Hesse-Cassel.

## Casamento e emissão
Em 23 de abril de 1851 em Dessau, como sua segunda esposa, casou com Adolfo de Nassau, Duque de Nassau e mais tarde Grão-Duque do Luxemburgo. Eles tiveram cinco filhos, dos quais apenas dois viveram até a idade de dezoito anos e para se tornar príncipe e a princesa de Luxemburgo:
- Guilherme de Nassau (1852-1912), depois Guilherme IV de Luxemburgo.
- Frederico de Nassau (1854-1855)
- Maria de Nassau (1857-1857)
- Francisco de Nassau (1859-1875)
- Hilda de Nassau (1864-1952), depois grã-duquesa de Baden.

## Morte
Adelaide Maria morreu em 24 de novembro 1916, em Königstein im Taunus, Império Alemão.